# Ciberataque a Colonial Pipeline
El ciberataque de Colonial Pipeline tuvo lugar entre el jueves 6 de mayo y el viernes 7 de mayo de 2021, cuando Colonial Pipeline sufrió un ataque de malware que los obligó a cerrar su sistema. El ataque detuvo todas las operaciones del oleoducto. Colonial Pipeline dijo que el ataque afectó a algunos de sus sistemas de información. El presidente Joe Biden declaró el estado de emergencia el domingo 9 de mayo. Politico dijo que fue «lo que se cree que es el mayor ciberataque exitoso a la infraestructura petrolera en la historia del país» y una fuente le dijo que el ataque fue llevado a cabo por una empresa criminal de ransomware llamada DarkSide, y no por un gobierno extranjero. Se cree que el mismo grupo robó 100 gigabytes de datos de los servidores de la empresa el día antes del ataque de malware.

## Contexto
El Colonial Pipeline transporta gasolina, diésel y combustible para aviones desde Texas hasta lugares tan lejanos como Nueva York. Aproximadamente el 45 % de todo el combustible consumido en la costa este llega a través del sistema de tuberías. El ataque se produjo en medio de crecientes preocupaciones sobre la vulnerabilidad de la infraestructura a los ciberataques después de varios ataques de alto perfil, incluido el hackeo de SolarWinds en 2020 que afectó a múltiples agencias gubernamentales, incluido El Pentágono, el Departamento del Tesoro, el Departamento de Estado y el Departamento de Seguridad Nacional.

## Impacto
Después de que Colonial Pipeline informara que sus redes informáticas corporativas se vieron afectadas por el ataque de ransomware, la compañía cerró el oleoducto como medida de precaución debido a la preocupación de que los piratas informáticos pudieran haber obtenido información que les permitiera llevar a cabo más ataques en partes vulnerables del oleoducto. El día después del ataque, Colonial no pudo confirmar cuándo el oleoducto reanudaría sus funciones normales. Los atacantes también robaron casi 100 gigabytes de datos y amenazaron con publicarlos en Internet si no se pagaba el rescate. El 9 de mayo, Colonial declaró que planean reparar sustancialmente y restaurar las operaciones del oleoducto para el final de la semana.
En respuesta a la escasez de combustible en el Aeropuerto Internacional de Charlotte-Douglas causada por el cierre del oleoducto, American Airlines cambió temporalmente los horarios de vuelo. Al menos dos vuelos (a Honolulu y Londres) tenían paradas de combustible o cambios de avión agregados a sus horarios durante un período de cuatro días. La escasez también requirió que el Aeropuerto Internacional Hartsfield-Jackson de Atlanta utilizara otros proveedores de combustible, y hay al menos otros cinco aeropuertos directamente atendidos por el oleoducto.
Los expertos han afirmado que los ataques eran prevenibles, pero no se establecieron las medidas de protección necesarias. Si bien la escasez de gasolina que enfrentó la costa este y la obtención del rescate por parte de Darkside fueron consecuencias perjudiciales, no fueron las implicaciones más importantes del incidente. Las preocupaciones más profundas residen en las vulnerabilidades relacionadas con la ciberseguridad y su impacto en diversas facetas de la infraestructura crítica de los Estados Unidos.

## Respuestas
El presidente de los Estados Unidos, Joe Biden, declaró el estado de emergencia el 9 de mayo. La declaración eliminó los límites al transporte de combustibles por carretera, en un intento de paliar cualquier posible escasez derivada del cierre del oleoducto. Biden dijo el 10 de mayo que el grupo DarkSide estaba en Rusia y debería ser tratado por las autoridades rusas que tienen "alguna responsabilidad" por el ataque.
DarkSide emitió un comunicado el 9 de mayo que no mencionó directamente el ataque, pero afirmó que «nuestro objetivo es ganar dinero y no crear problemas para la sociedad».